# Station Zabrze Północ
Station Zabrze Północ is een spoorwegstation in de Poolse plaats Zabrze.